# Fumiko Enchi
Fumiko Enchi (jap. 円地 文子 Enchi Fumiko), właśc. Fumi Ueda (jap. 上田 富美 Ueda Fumi), primo voto Yoshimatsu (ur. 2 października 1905 w Tokio, zm. 14 listopada 1986 tamże) – japońska pisarka.

## Życiorys
Urodziła się 2 października 1905 roku w Tokio. Jej ojcem był Ueda Kazutoshi, profesor językoznawstwa na Uniwersytecie Tokijskim. W dzieciństwie uczęszczała na przedstawienia teatru kabuki i słuchała opowieści z okresu Edo. Ze względu na słabe zdrowie była często nieobecna w szkole, a zamiast uczyć się wolała czytać. Studiowała przez cztery lata na żeńskim uniwersytecie, lecz nie uzyskała tytułu naukowego. W tym okresie postanowiła zostać dramatopisarką. Codziennie odwiedzała bibliotekę Ueno, by czytać zachodnie sztuki, chodziła na przedstawienia do teatru założonego przez Kaoru Osanai i, jako jedyna kobieta, uczęszczała na jego wykłady. Była jedną z pierwszych kobiet, których sztuki z powodzeniem wystawiano w jego teatrze. Jej pierwsza sztuka została opublikowana w 1926 roku, pisała także do wiodących czasopism literackich. Należała do kręgów lewicowej inteligencji, lecz nie angażowała się znacząco w działania polityczne, by nie zaszkodzić karierze ojca.
W 1930 roku wyszła za mąż za dziennikarza Enchi Yoshimatsu. Choć małżeństwo nie było udane, Fumiko Enchi pozostała u boku męża do jego śmierci. Po urodzeniu w 1932 roku córki, Fumiko Enchi porzuciła teatr na rzecz powieści, lecz nie udało jej się zarobić na publikacjach. W 1938 roku zachorowała na raka piersi i została poddana zabiegowi mastektomii. W okresie rekonwalescencji nabawiła się gruźlicy. Po wojnie, podczas której straciła dom, ponownie zachorowała raka, czego finałem był zabieg histerektomii. W trakcie powrotu do zdrowia, dla zarobku, zaczęła pisać książki dla młodzieży, w których przybliżała klasykę japońskiej literatury. Jej twórczość dla dorosłych była z początku odrzucana przez redakcje, lecz w latach 50. zaczęła zdobywać rozgłos oraz została wyróżniona nagrodami literackimi. Nowym tematem, który podjęła Enchi w swoich tekstach, była opresyjność życia domowego.
Lata 50. były najpłodniejszym okresem w karierze Enchi. Pierwszym dziełem, które zostało docenione przez krytykę, było opowiadanie Himojii tsukihi z 1953 roku opisujące historię umęczonej żony niewiernego męża, który nie potrafi zapewnić rodzinie środków do życia. Krótka proza została wyróżniona nagrodą Joryu Bungakusho (nagrodą dla japońskich pisarek). Z kolei sukces powieści Onnazaka (wyd. pol.: Onnazaka: droga kobiety) z 1957 roku pozwolił Enchi skupić się na karierze literackiej. Bohaterką dzieła osadzonego w okresie Meiji jest kobieta całkowicie posłuszna mężowi. Powieść opisuje cierpienia i poniżenie, któremu poddane były Japonki w patriarchalnym społeczeństwie.
Dzięki pozycji, którą z biegiem lat wyrobiła sobie Enchi, autorka mogła pozwolić sobie na poruszenie bliskich sobie tematów, które zwykle nie byłyby łatwo przyjęte przez wydawnictwa. Choć większość jej twórczości osadzona była we współczesnych czasach, można było znaleźć w niej wiele nawiązań do wątków z XI-wiecznego dzieła Genji monogatari. Jej powieść Namamiko monogatari z 1965 roku jest rzekomo oparta na manuskrypcie z okresu Heian opisującym rywalizację dworów dwóch żon cesarza Ichijō. Przez niektórych krytyków literackich powieść została nazwana arcydziełem. W 1967 roku Enchi rozpoczęła pracę nad tłumaczeniem Genji monogatari na współczesny japoński, któremu poświęciła razem sześć lat. Przekład był powszechnie ceniony.
W 1973 roku musiała poddać się kolejnej operacji, tym razem ze względu na odwarstwienie siatkówki. Ponieważ nie odzyskała w pełni wzroku, zamiast pisać, swoje kolejne prace literackie tworzyła dyktując ich treść innym. W 1985 roku otrzymała Order Kultury z rąk cesarza Hirohito. Publikowała do końca życia.
Zmarła 14 listopada 1986 w Tokio.

## Twórczość
Twórczość Enchi charakteryzują nawiązania do klasycznej literatury okresu Heian i Edo, które autorka łączyła ze współczesnymi głosami zbuntowanych kobiet. Sławę przyniosły jej dzieła opisujące zmagania kobiet w japońskim społeczeństwie. Sposobem na wzmocnienie pozycji kobiet była dla niej tradycyjna religia Shintō, elementem której były szamanki. Stawiała ją w opozycji do buddyzmu, który według niej narzucał podporządkowanie się kobiety mężczyźnie.

### sztuki
- 1926: Furusato[5]
- 1928: Banshun sōya[5]
- 1931: Kanojo no jigoku[5]
- 1934: Arashi[5]

### powieści
- 1954: Himojii tsukihi[7]
- 1956: Ake o ubau mono[11]
- 1957: Onnazaka[1], wyd. pol.: Onnazaka: droga kobiety. Iwona Kordzińska-Nawrocka (tłum.). Wydawnictwa Uniwersytetu Warszawskiego, 2013. ISBN 978-83-235-1165-6. Brak numerów stron w książce
- 1958: Onnamen[1]
- 1962: Fujin no tomo[12]
- 1965: Namamiko monogatari[1]
- 1970: Yūkon[13]
- 1975: Saimu[11]